# Grischa Niermann
Grischa Niermann, né le 3 novembre 1975 à Hanovre (Allemagne), est un coureur cycliste allemand. Ayant commencé sa carrière en 1996 au sein de la formation Die Continentale, il est membre de l'équipe Rabobank de 1999 à 2012. Il met un terme à sa carrière à l'issue du Tour d'Espagne 2012. Début 2013, alors à la retraite, il avoue s'être dopé à l'EPO de 2000 à 2003 lorsqu'il était coureur au sein de la Rabobank. La fédération néerlandaise le suspend six mois à compter du 15 février 2013. Il est actuellement directeur sportif de l'équipe Visma-Lease a Bike.

## Palmarès
- 1998
  - 4e étape du Tour de l'Algarve
  - Tour de Hesse :
    - Classement général
    - 5eb étape (contre-la-montre)

  - 2e du Tour de l'Algarve
  - 2e du championnat d'Allemagne de la montagne
  - 3e du Tour de Basse-Saxe
- 1999
  - Regio-Tour :
    - Classement général
    - 2e étape
- 2001
  - Classement général du Tour de Basse-Saxe
- 2002
  - 3e du Tour de Basse-Saxe
- 2008
  - 4e étape du Rothaus Regio-Tour (contre-la-montre)

## Résultats sur les grands tours

### Tour de France
9 participations
- 2000 : 24e
- 2001 : non-partant (17e étape)
- 2002 : 51e
- 2003 : 28e
- 2004 : 65e
- 2007 : 86e
- 2009 : 54e
- 2010 : 56e
- 2011 : 71e

### Tour d'Italie
4 participations
- 2002 : 22e
- 2005 : 51e
- 2006 : 55e
- 2012 : 55e

### Tour d'Espagne
5 participations
- 1999 : 33e
- 2006 : 72e
- 2008 : 30e
- 2010 : 72e
- 2012 : 103e